# Piz Lunghin
Piz Lunghin é uma montanha dos Alpes Suíços, situado no cantão dos Grisons e atinge os 2780 m de altitude
Fica na Alpes de Albula, e nas proximidades desta montanha (a 600 m apenas) fica a tripla divisória de águas (triponto hidrográfico) entre o oceano Atlântico (via rio Reno), o mar Mediterrâneo (via rio Tessino) e o mar Negro (via rio Danúbio):
- para norte: Giulia - Albula - Reno Posterior - Reno - Mar do Norte - Oceano Atlântico
- para sul: Maira/Mera - Lago de Como - Adda - Tessino - Pó - Mar Adriático - Mar Mediterrâneo
- para oeste: Eno - Danúbio - Mar Negro.

Perto fica também o passo Lunghin, um importante passo de montanha, e este acidente montanhoso faz parte da linha de separação das águas  do Mar Adriático e do Mar do Norte.

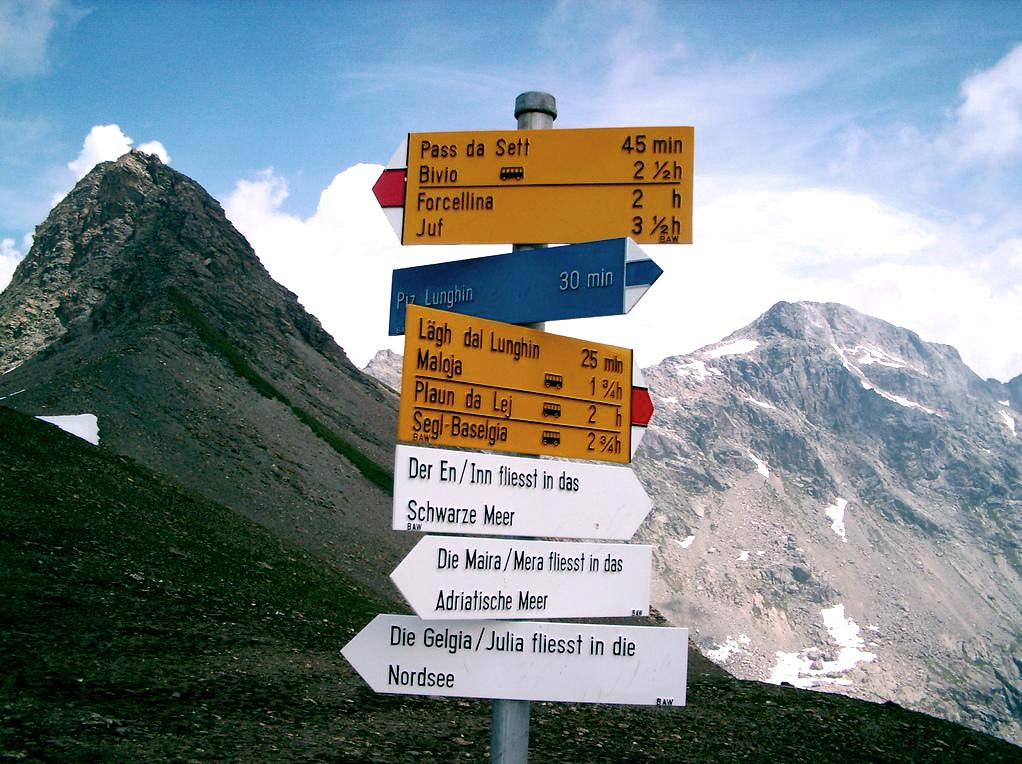
O passo Lunghin